# 이항 대립
이항 대립(二項 對立, 영어: binary opposition)은 의미적으로 대립하는 관련된 용어나 개념의 쌍이다. 이항 대립은, 언어 또는 사유에서 두 개의 이론적인 대립을 엄격하게 정의하고 하나에 다른 하나를 대립하게 하는 체계이며, on/off, up/down, left/right와 같이 두 개의 배타적인 용어의 대립이다. 이항 대립은 이러한 구별을 모든 언어와 사유에서 근본적인 것으로 보는 구조주의의 중요 개념이다.
이항 대립은 소쉬르의 구조주의적 이론에서 유래하였다. 소쉬르에 의하면 언어의 단위는 이항 대립을 수단으로 하여 의미나 가치를 가지며, 각각의 단위는 마치 바이너리 코드 안에서처럼 다른 용어와의 상호적인 결정 안에서 정의된다. 이것은 모순되는 관계가 아니라, 구조적이고 보완적인 관계이다. 소쉬르는 어떤 기호의 의미는 그 맥락과 그것이 속하는 모임에서 파생된다고 입증하였다. 예를 들어, 우리는 '악'에 대해서 이해하지 못한다면 '선'에 대해서도 이해할 수 없다.
전형적으로 두 대립쌍에서 하나는 다른 것에 대한 지배적인 역할을 가정한다. 언어 단위를 이항 대립으로 분류하는 것은 상상적 순서, 피상적 의미와 더불어 종종 "가치 편향되고, 민족 중심적"이다. 더 나아가 Pieter Fourie는 의미를 지배하는 것을 돕는 대립쌍의 부수적인 단계를 발견하였다. 예를 들어 "영웅"과 "악당"이라는 개념은 선한/악한, 멋진/추한, 사랑받는/혐오되는과 같은 부수적인 대립쌍을 포함한다.

## 같이 보기
- 이율배반
- 이분법
- 젠더 이분법
- 반의어
- 음양